# Intermoleculaire krachten

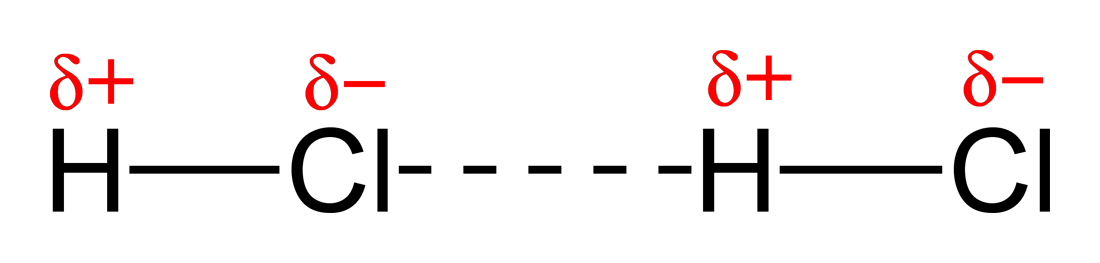
Aantrekkingskracht tussen twee moleculen waterstofchloride.

In de natuur- en scheikunde zijn intermoleculaire krachten de krachten die werkzaam zijn tussen moleculen. Talrijke eigenschappen van chemische verbindingen, zoals smeltpunt, kookpunt, oppervlaktespanning en oplosbaarheid, worden bepaald door intermoleculaire krachten. Het tegengestelde van intermoleculaire krachten zijn de intramoleculaire krachten: de krachten die binnen ieder willekeurig molecuul optreden tussen de atomen en subatomaire deeltjes van een gegeven stof.
De intermoleculaire krachten die tussen neutrale moleculen, dus zonder elektrische lading, optreden zijn:
- vanderwaalskrachten
  - dipoolkrachten
  - geïnduceerde dipoolkrachten
  - londonkrachten
  - ion-dipoolinteracties
- waterstofbruggen
- halogeenbruggen

De intermoleculaire krachten bepalen het kookpunt van een stof. Hoe meer aantrekkingskracht er tussen de moleculen is, hoe moeilijker ze uit elkaar gaan. Coulombkrachten zijn vooral bij de solvatatie actief van de anionen van zouten, dus in een opgeloste stof. Ion-dipoolinteracties bij in water opgeloste ionen zijn een voorbeeld van intermoleculaire krachten.